# 137-й гвардейский истребительный авиационный полк
137-й гвардейский истребительный авиационный Минский Краснознамённый ордена Суворова полк (137-й гв. иап) — воинская часть Военно-воздушных сил (ВВС) Вооружённых Сил РККА, принимавшая участие в боевых действиях Великой Отечественной войны.

## Наименования полка
За весь период своего существования полк несколько раз менял своё наименование:
- 160-й истребительный авиационный полк;
- 137-й гвардейский истребительный авиационный полк;
- 137-й гвардейский Краснознамённый истребительный авиационный полк;
- 137-й гвардейский Минский Краснознамённый истребительный авиационный полк;
- 137-й гвардейский Минский Краснознамённый ордена Суворова истребительный авиационный полк;
- 137-й гвардейский Минский Краснознамённый ордена Суворова истребительный авиационный полк ПВО;
- Войсковая часть (Полевая почта) 36664.

## Создание полка

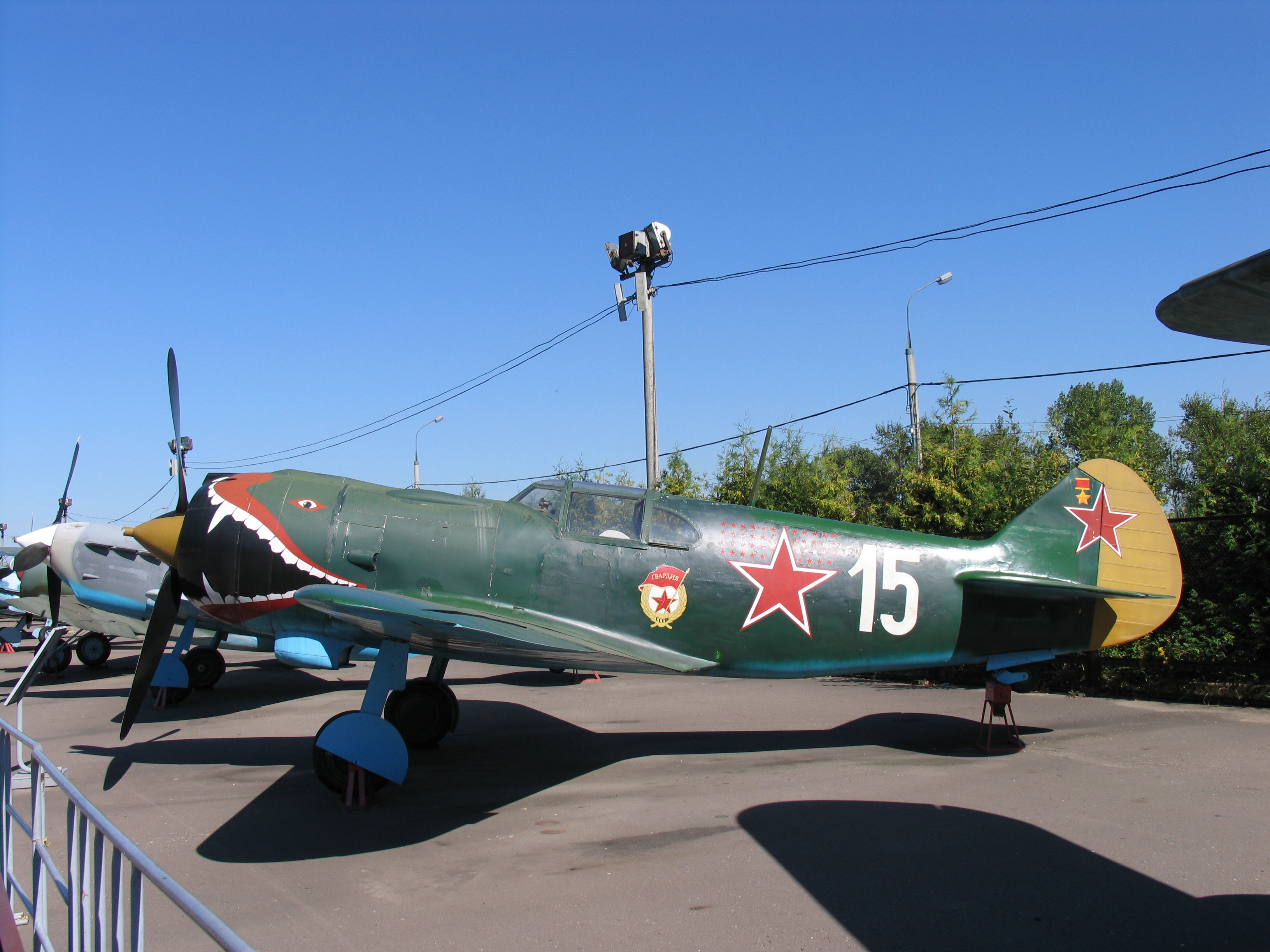
Истребитель Ла-5

137-й гвардейский истребительный авиационный полк образован 14 апреля 1944 года путём переименования 160-го истребительного авиационного полка в гвардейский за образцовое выполнение боевых задач и проявленные при этом мужество и героизм на основании приказа НКО СССР.

## В действующей армии
В составе действующей армии:
- с 10 июня 1944 года по 9 мая 1945 года,

Всего 333 дня

## Командиры полка
- майор, подполковник Яманов Валериан Александрович — 03.01.1943 — 01.12.1945[3]
- полковник Егоров Пётр Дмитриевич — 05.1947 — 12.1949[4]
- подполковник, полковник[5] Кухаренко Николай Григорьевич — 12.1950 — 04.1952[6]

## В составе соединений и объединений

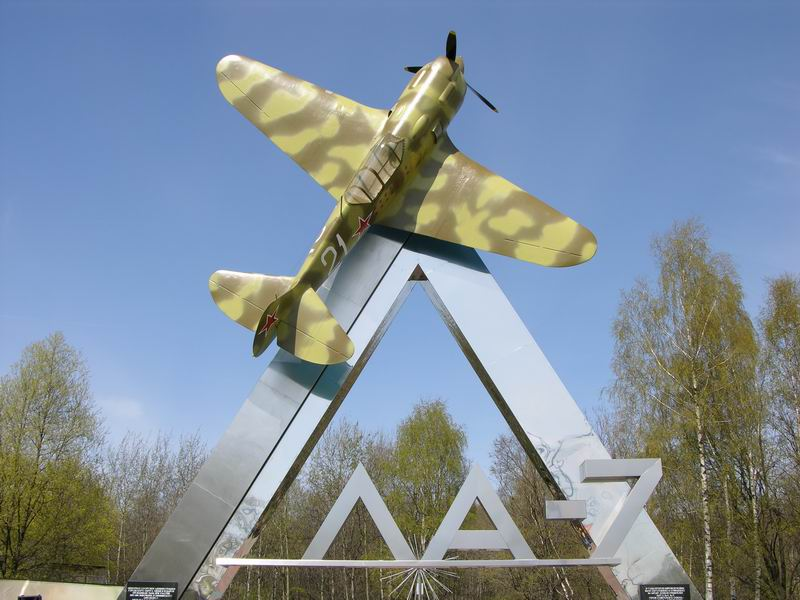
г. Химки, памятник Ла-7

| Период        | Фронт (округ)                                   | армия                                   | корпус                                            | дивизия                                            | примечание                                                   |
| ------------- | ----------------------------------------------- | --------------------------------------- | ------------------------------------------------- | -------------------------------------------------- | ------------------------------------------------------------ |
| 24.11.1943 г. | 1-й Прибалтийский фронт                         | 3-я воздушная армия                     | 1-й гвардейский истребительный авиационный корпус | 3-я гвардейская истребительная авиационная дивизия | Ла-5                                                         |
| 02.04.1944 г. | Московский военный округ                        | Резерв ставки ВГК                       | 1-й гвардейский истребительный авиационный корпус | 3-я гвардейская истребительная авиационная дивизия | выведен на переформирование, Ла-5                            |
| 14.04.1944 г. | Московский военный округ                        | Резерв ставки ВГК                       | 1-й гвардейский истребительный авиационный корпус | 3-я гвардейская истребительная авиационная дивизия | полк переименован в гвардейский, Ла-5                        |
| 10.06.1944 г. | 3-й Белорусский фронт                           | 1-я воздушная армия                     | 1-й гвардейский истребительный авиационный корпус | 3-я гвардейская истребительная авиационная дивизия | Ла-5                                                         |
| 16.07.1944 г. | 1-й Прибалтийский фронт                         | 3-я воздушная армия                     | 1-й гвардейский истребительный авиационный корпус | 3-я гвардейская истребительная авиационная дивизия | Ла-5                                                         |
| 12.10.1944 г. | Московский военный округ                        |                                         |                                                   | 14-й запасной истребительный авиационный полк      | Тула, 25 лётчиков и командир полка, переучивание на Ла-7     |
| 15.12.1944 г. | 1-й Прибалтийский фронт                         | 3-я воздушная армия                     | 1-й гвардейский истребительный авиационный корпус | 3-я гвардейская истребительная авиационная дивизия | Ла-7                                                         |
| 03.03.1945 г. | 2-й Прибалтийский фронт                         | 15-я воздушная армия                    | 1-й гвардейский истребительный авиационный корпус | 3-я гвардейская истребительная авиационная дивизия | Ла-7                                                         |
| 07.04.1945 г. | 1-й Белорусский фронт                           | 16-я воздушная армия                    | 1-й гвардейский истребительный авиационный корпус | 3-я гвардейская истребительная авиационная дивизия | Ла-7                                                         |
| 09.05.1945 г. | 1-й Белорусский фронт                           | 16-я воздушная армия                    | 1-й гвардейский истребительный авиационный корпус | 3-я гвардейская истребительная авиационная дивизия | Ла-7                                                         |
| 10.06.1945 г. | Группа советских оккупационных войск в Германии | 16-я воздушная армия                    | 1-й гвардейский истребительный авиационный корпус | 3-я гвардейская истребительная авиационная дивизия | Ла-7                                                         |
| 28.09.1948 г. | Северо-Западный округ ПВО                       | 19-я воздушная истребительная армия ПВО | 32-й истребительный авиационный корпус ПВО        | 3-я гвардейская истребительная авиационная дивизия | г. Смоленск, Ла-7                                            |
| 01.02.1951 г. | Китай                                           |                                         |                                                   | 328-я истребительная авиационная дивизия           | Мукден, МиГ-15                                               |
| 1953 г.       | Московский округ ПВО                            |                                         |                                                   | 328-я истребительная авиационная дивизия           | г. Елец Липецкой области, МиГ-15                             |
| 12.07.1960 г. | Московский округ ПВО                            |                                         |                                                   | 328-я истребительная авиационная дивизия           | г. Елец Липецкой области, МиГ-17, МиГ-19, полк расформирован |

## Участие в операциях и битвах
- Великая Отечественная война (1944—1945):
- Белорусская наступательная операция «Багратион»:
  - Витебско-Оршанская операция — с 23 июня 1944 года по 28 июня 1944 года.
  - Минская операция — с 29 июня 1944 года по 4 июля 1944 года.
  - Шяуляйская операция — с 5 июля 1944 года по 31 июля 1944 года.
- Прибалтийская операция:
  - Рижская операция — с 14 сентября 1944 года по 22 октября 1944 года.
  - Мемельская операция — с 5 октября 1944 года по 22 октября 1944 года.
- Восточно-Прусская операция — с 13 января 1945 года по 25 апреля 1945 года.
- Берлинская стратегическая наступательная операция — с 16 апреля 1945 года по 8 мая 1945 года.
- Противовоздушная оборона Китая (1951—1953)

## Почётные наименования
За отличие в боях за овладение столицей Советской Белоруссии городом Минск 137-му гвардейскому истребительному авиационному Краснознамённому полку 23 июля 1944 года присвоено почётное наименование «Минский».

## Награды

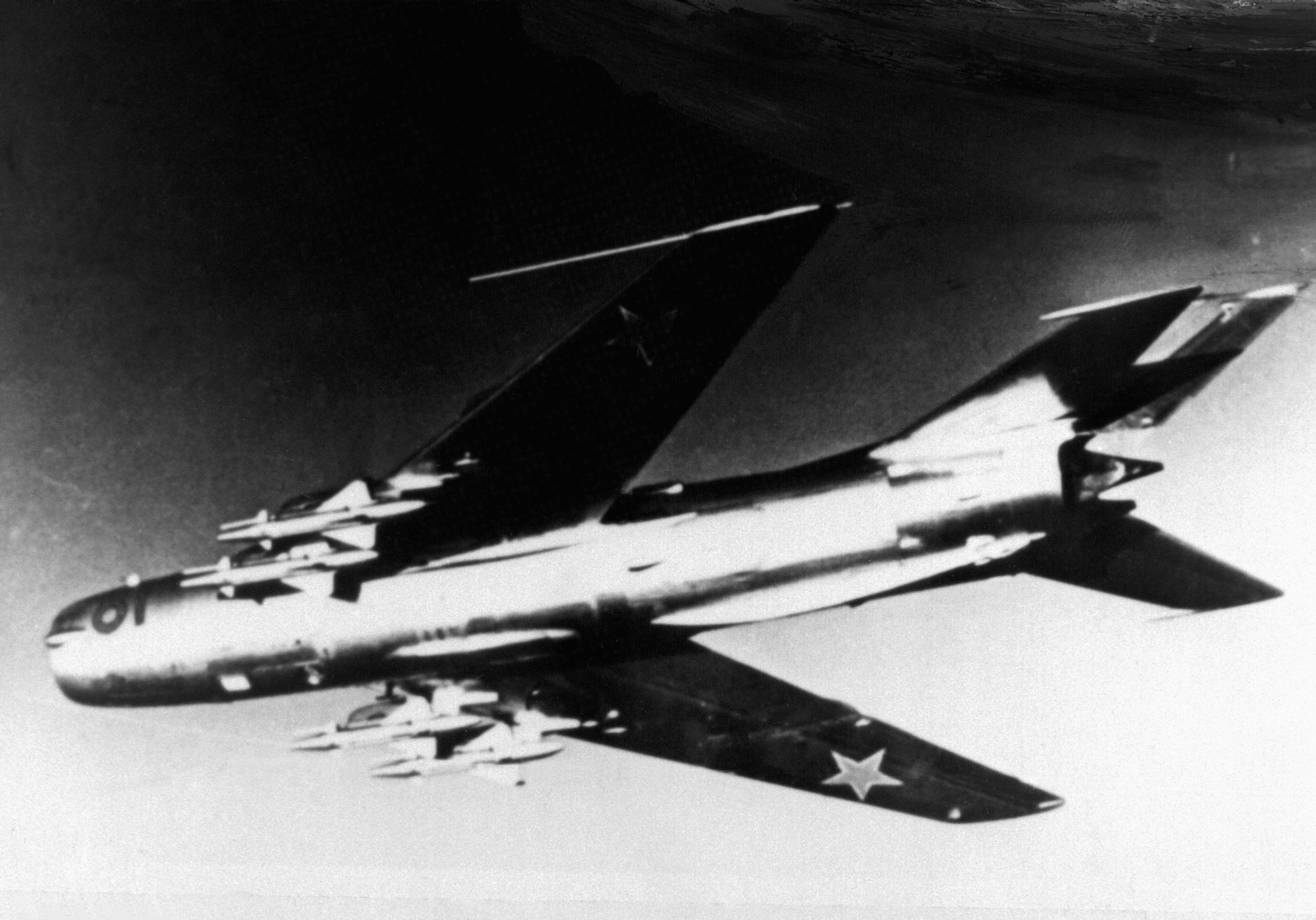
МиГ-19

- За образцовое выполнение заданий командования в боях с немецкими захватчиками при форсировании реки Березины, за овладение городом Борисов и проявленные при этом доблесть и мужество 137-й гвардейский истребительный авиационный полк Указом Президиума Верховного Совета СССР награждён орденом «Боевого Красного Знамени»[8];
- За образцовое выполнение заданий командования на фронте борьбы с немецкими захватчиками при прорыве обороны противника северо-западнее и юго-западнее Шяуляй (Шавли) и проявленные при этом доблесть и мужество 137-й гвардейский Минский Краснознамённый истребительный авиационный полк Указом Президиума Верховного Совета СССР награждён орденом «Суворова III степени»[9].

## Благодарности Верховного Главнокомандующего
- За овладение городом Лида[10]
- За овладение городом Елгава (Митава)[11]
- За прорыв обороны противника северо-западнее и юго-западнее города Шяуляй[12]

## Отличившиеся воины полка
- Силантьев Александр Петрович, заместитель командира эскадрильи 160-го истребительного авиационного полка, старший лейтенант, Указом Верховного Совета СССР 17 декабря 1941 года удостоен звания Герой Советского Союза.

## Статистика боевых действий
Всего за годы Великой Отечественной войны полком
| Выполнено боевых вылетов | Сбито самолётов в воздухе | Уничтожено самолётов всего |
| ------------------------ | ------------------------- | -------------------------- |
| 7627                     | 241                       | 288                        |

Свои потери:
| Потеряно самолётов, всего | Погибло лётчиков всего |
| ------------------------- | ---------------------- |
| 143                       | 66                     |

## Расформирование полка
137-й гвардейский истребительный авиационный Минский Краснознамённый ордена Суворова полк ПВО 12 июля 1960 года расформирован.

## Самолёты на вооружении
| Период      | Самолёты    |
| ----------- | ----------- |
| 1940 — 1941 | И-15, И-153 |
| 1941 — 1942 | ЛаГГ-3      |
| 1942 — 1944 | Ла-5        |
| 1944 — 1950 | Ла-7        |
| 1950 — 1954 | МиГ-15      |
| 1954 — 1960 | МиГ-17      |
| 1957 — 1960 | МиГ-19      |

## Базирование полка
- Эггерсдорф, Германия, 5.45 — 7.45
- Гюстров, Германия, 7.45 — 1946
- Витшток, Германия, 8.46 — 1947
- Фалькенберг, Германия, 1947 г. — 9.48
- Смоленск, 9.48 — 2.51
- Мукден, Китай, 2.51 — 1953
- Елец, Липецкая область, 1953 г. — 9.60